# Миракулус: Авантуре Бубамаре и Црног Мачора
Миракулус: Авантуре Бубамаре и Црног Мачора (енгл. Miraculous: Tales of Ladybug and Cat Noir; такође позната и као Чудесна Бубамара и Миракулус) је француска -CGI}- суперхеројска / чаробна девојка телевизијска серија. Серија се фокусира на два паришка тинејџера, Маринет Дупан-Ченг и Адријана Агреста, које се трансформишу у суперхероје Бубамару и Црног Мачора, како би заштитили град од суперзликоваца.
Српска премијера серије била је 6. децембра 2015. године на -Disney Channel}--у, титлована на српски. Титлове је радио студио -SDI Media}-. Од 1. јануара 2018. године се приказује на -Netflix}--у, без локализације на српски. Премијера српске синхронизације била је 25. новембра 2018. године на РТС 2. Синхронизацију је радио студио -Gold Diginet}-.

## Радња
Радња серије одвија се у савременом Паризу. Маринет и Адријан су средњошколци, али су по нечему другачији од других. Они су одабрани да спасе Париз од зла. Поверена им је важна мисија — да ухвате акуме, створења која нормалне људе претварају у супер злочинце. Током својих мисија Маринет и Адријан претварају се у суперјунаке: Маринет постаје Бубамара, а Адријан постаје Црни Мачор.

## Ликови
- Маринет Дупан-Ченг је ученица школе Франсоа-Дупон. Жели да постане модни дизајнер у будућности, а њени родитељи су власници чувене пекаре у Паризу. Маринет је слатка, весела и помало неспретна. Често проводи време са својом најбољим другарицом Алијом. Заљубљена је у Адријана, популарног модела и дечака у њеном разреду, али са њим не може да има нормалну конверзацију због нервозе. Мајстор Фу је одабрао Маринет да буде чувар миракулуса бубамаре. Помоћу тог миракулуса и њеног квамија Тики, она се трансформише у суперхероину која се зове Бубамара (енгл. Ladybug). Заједно са Црним Мачором (енгл. Cat Noir) штити Париз од акуматизованих зликоваца. Она је веома озбиљнија као Бубамара и не воли пошалице Црног Мачора. Њено оружје у борби против криминала је јо-јо помоћу којег може да искористи њену супер моћ талисман (енгл. Lucky Charm) и створи предмет који ће јој помоћи у борби против акуматизованог зликовца или да ухвати и прочисти акума лептире.[19]
- Адријан Агрест је ученик школе Франсоа-Дупон и популарни модел који ради за компанију његовог оца. Иако је његова породица богата, он има веома лош однос са његовим строгим оцем Габријелом, а његова мајка Емили се временом разболела због миракулуса пауна.[а] Адријан је одан, нежан, осетљив и паметан. Често проводи време са својим најбољим пријатељем Нином. Мајстор Фу је одабрао Адријана да буде чувар миракулуса црне мачке. Помоћу тог миракулуса и његовог квамија Плага, он се трансформише у суперхероја који се зове Црни Мачор (фр. Chat Noir, енгл. Cat Noir) и помаже Бубамари. Заљубљен је у Бубамару, иако не зна њен прави идентитет и стално покушава да је импресионира, али њој се то не допада. Његово оружје у борби против криминала је мултифункционални штап, а његова супер моћ је катаклизма (енгл. Cataclysm) помоћу које може да уништи предмет који додирне.[20]
- Тики (значи срећа[21]) је Маринетин квами помоћу којег се трансформише у Бубамару. Тики је мали летећи чаробни хуманоид који има повелику главу, велике очи и црвено тело са великим црним тачкама на њеној глави, налик на бубамару. Она веома верује у Маринет, често јој даје савете и верује да је савршена и без трансформације. Има више од 5000 година и била је квами свим Бубамарама од почетка. Током трансформације, она улази у миракулус бубамаре, пар црних минђуша које Маринет носи. То је један од два најјача миракулуса, има моћ стварања и симболизује јин.[20]
- Плег (значи куга[21]) је Адријанов квами помоћу којег се трансформише у Кет Ноара. Плаг изгледа слично као Тики, али има црно тело, зелене очи и шиљате уши, налик на црну мачку. За разлику од Тики, Плаг је саркастичан и лењ. Његова омиљена храна је камамбер, смрдљиви сир. Током трансформације, он улази у миракулус црне мачке, сребрни прстен који Адријан носи на десној руци. То је један од два најјача миракулуса, има моћ уништења и симболизује јанг.[20]
- Габријел Агрест (фр. Gabriel Agreste) је Адријанов отац. У епизоди „Колекционар” из друге сезоне откривено је да је он суперзликовац и тренутни власник миракулуса лептира, Лептир Ноћи (енгл. Hawk Moth; фр. le Papillon, значи лептир). Он ствара суперзликовце помоћу његових акума (јап. ђаво), које користи да би учинио људе злим јер жели да оживи своју жену Емили. Када неко осећа негативне емоције — страх, тугу, љутњу, љубомору или очајање — изазване од стране неког, Лептир Ноћи им нуди моћи помоћу којих могу да се освете. Његов циљ је да добије миракулусе Бубамаре и Црног Мачора.
- Ајла Сезер (фр. Alya Césaire) је Маринетина најбоља другарица. Она помаже Маринет да разговара са Адријаном и охрабрује је. Желела би да буде новинарка и води школски блог. Такође је велики фан суперхероја, посебно Бубамаре: она води Лејдиблог (енгл. Ladyblog), сајт посвећен Бубамари, али као и сви остали, не зна Маринетин суперхеројски идентитет. У епизоди „Лејди Вајфај” постаје акуматизована, желећи да открије Бубамарин цивилни идентитет. У епизоди „Сапотиси” привремено добија миракулус лисице од Бубамаре и постаје Рена Руж (фр. Rena Rouge) уз помоћ квамија под именом Трикс (фр. Trixx). Рена Руж се касније појављује и у епизоди „Сирена”. Алија долази са Мартиника, француске прекоморске територије.[20][22]
- Нино Лаиф[23] је Адријанов најбољи друг и диџеј школске радио станице.[20] Првобитно је имао симпатије према Маринет, али касније открива да осећа нешто више према Алији. У епизоди „Супер Балон” постаје акуматизован, желећи да сви одрасли нестану. У епизоди Anansi, привремено добија миракулус корњаче и постаје Карапејс (енгл. Carapace) уз помоћ квамија Вејз (енгл. Wayzz). Нино долази са Реиниона, француске прекоморске територије.[22]
- Клои Буржоа (фр. Chloé Bourgeois) је ћерка градоначелника Париза. Она је веома размажена и сматра да се цео свет врти око ње.[20] Често злоставља друге људе, посебно ученике из њеног одељења. Још од детињства има симпатије према Адријану. Њен ривал је Маринет Дупен-Ченг. Као и остали ученици, не зна Бубамарин идентитет, али је њен велики фан. У епизоди „Антибуба” постаје акуматизована, желећи да се освети Бубамари, јер није послушала њен савет.[20]
- Сабрина Рекомпри (фр. Sabrina Raincomprix) је Клоина најбоља другарица.
- Мајстор Ванг Фу стар је преко 186 година. Он је чувар кутије миракулуса (енгл. Miracle Box), све док у последњој епизоди 3. сезоне (Miracle Queen) не проглашава Маринет новим чуваром миракулуса и заборавља ко је.

## Улоге
| Улога                   | Енглески глас                                    | Српски глас                                       | Спрски глас (Ф1)      |
| ----------------------- | ------------------------------------------------ | ------------------------------------------------- | --------------------- |
| Маринет Дупан Ченг      | Кристина Ви                                      | Марија Стокић (говор) Дана Барбара (певање)       | Марија Стокић (говор) |
| Адријан Агрест          | Брајс Папенбрук                                  | Предраг Дамњановић (говор) Mateya (певање)        | Виктор Влајић (говор) |
| Тики                    | Мела Ли                                          | Ивана Тењовић                                     | Ивана Тењовић         |
| Плег                    | Макс Мителман                                    | Немања Живковић                                   | Немања Живковић       |
| Габријел Агрест         | Кит Силверстајн                                  | Павле Јеринић                                     | Марко Марковић        |
| Ајла Сезер              | Кари Керанен                                     | Данина Јефтић                                     | Ивона Рамбосек        |
| Клои Буржоа             | Села Виктор                                      | Сања Поповић                                      | Ирина Арсенијевић     |
| Нино Лахиф              | Бен Дискин                                       | Никола Тодоровић                                  | Огњен Дрењанин        |
| Натали Сансур           | Сабрина Вајс                                     | Ана Мандић                                        | Тања Живковић         |
| Ванг Фу                 | Пол Сент. Питер                                  | Бранислав Платиша (С1) Лако Николић (С2)          | Бранислав Платиша     |
| Сабрина Ренкомпри       | Мариве Херингтон                                 | Ања Радовановић                                   | Марија Огњеновић      |
| Том Дупан               | Кристофер Смит                                   | Ђорђе Марковић (С1) Немања Вановић (С2)           | Александар Глигорић   |
| Сабина Ченг             | Филис Самплер (С1-С4) Ен Јатко (С4-надаље)       | Ана Симић                                         | Душица Новаковић      |
| Јулија Куфен            | Ерин Фицџералд (С1) Реба Бур (С2-надаље)         | Марија Огњеновић                                  |                       |
| Роуз Лавијан            | Ерин Фицџералд (С1) Реба Бур (С2-надаље)         | Ања Орељ                                          |                       |
| Аликс Кубдел            | Кира Бакланд                                     | Михаела Стаменковић                               |                       |
| Ким Чиен                | Грант Џорџ                                       | Милан Тубић                                       |                       |
| Макс Канте              | Бен Дискин (С1-3) Зено Робинсон (С4-надаље)      | Никола Тодоровић                                  |                       |
| Натанијел Курцберг      | Мајкл Синтерниклас                               | Милан Антонић                                     |                       |
| Иван Бруел              | Метју Мерсер (С1) Макс Мителман (С2)             | Алекса Станиловић Вељко Смиљанић (С2Е24)          |                       |
| Милена Харпел           | Џесика Џи                                        | Ана Поповић                                       |                       |
| Лука Куфен              | Ендру Расел                                      | Mateya                                            |                       |
| Кагами Цуруги           | Феј Мата                                         | Ана Мандић                                        |                       |
| Марк Анћел              | Кајл Макарли (С2-3) Алехандро Саб (С4-надаље)    | Алекса Станиловић                                 |                       |
| Фелис Фатом             | Брајс Папенбрук                                  |                                                   |                       |
| Лила Роси               | Лиса Кеј Џенингс                                 | Маријана Живановић (С1) Јована Цавнић (С2)        |                       |
| Андре Буржоа            | Џо Окман                                         | Бранислав Јевтић                                  |                       |
| Одри Буржоа             | Хавиланд Стилвел                                 | Вања Милачић                                      |                       |
| Роки Стоун              | Лекс Ланг                                        | Mateya                                            |                       |
| Алек Каталди            | Андре Гордон                                     | Ђорђе Марковић                                    |                       |
| Надија Чамак            | Сабрина Вајс                                     | Ања Орељ                                          |                       |
| Мија Чамак              | Стефани Ше                                       | Дарија Врачевић                                   |                       |
| Роџер Ренкомпри         | Кристофер Кори Смит                              | Милош Ђуричић                                     |                       |
| Калина Бустије          | Дороти Елијас-Фан                                | Весна Шашић                                       |                       |
| Денис Демоклес          | Џон Ц. Хајк                                      | Димитрије Илић (С1) Бора Ненић (С2)               |                       |
| Пласид И.Т.             | Езра Вајс                                        | Бојан Хлишћ                                       |                       |
| Аурора Бореалис         | Мела Ли                                          | Јелисавета Кораксић                               |                       |
| Фред Харпел             | Езра Вајс                                        | Милош Дашић                                       |                       |
| Марлена Сезер           | Ерин Фицџералд                                   | Јована Чуровић                                    |                       |
| Алим Кубдел             | Тод Хаберкорн                                    | Лако Николић                                      |                       |
| Олга Менделејев         | Филис Самплер (С1-4) Ен Јатко (С5)               | Јелена Поповић                                    |                       |
| Батлер Арманд           | Бен Дискин                                       | Милош Дашић                                       |                       |
| Пени Ролинг             | Мела Ли                                          | Јована Чуровић                                    |                       |
| Боб Рот                 | Грант Џорџ                                       | Бојан Хлишћ                                       |                       |
| Тео Барбо               | Брајан Бикок (С1) Езра Вајс (С2-надаље)          | Немања Живковић (С1Е8, С2Е6) Лако Николић (С1Е20) |                       |
| Вејз                    | Кристофер Кори Смит                              | Лако Николић (С1) Милош Ђуричић (С2)              |                       |
| Нуру                    | Бен Дискин                                       | Ивона Рамбосек                                    | Душица Новаковић      |
| Трикс                   | Черами Ли                                        | Ања Орељ                                          |                       |
| Полен                   | Касандра Ли Морис (С2-3) Лорен Ланда (С4-надаље) | Јана Пауновић                                     |                       |
| Калки                   | Денин Мелоди                                     | Ања Орељ                                          |                       |
| Сас                     | Бен Дискин                                       | Маријана Живановић                                |                       |
| Дусу                    | Мелиса Фан                                       | /                                                 |                       |
| Флаф                    | непознато (С2) Рајан Бартли (С3-надаље)          |                                                   |                       |
| Зупу                    | Сара Вајс                                        | Јована Цавнић                                     |                       |
| Барк                    | непознато (С2) Сабрина Глоу (С4-надаље)          |                                                   |                       |
| Зиги                    | Сузана Коринтон                                  | Маријана Живановић                                |                       |
| Дајзи                   | Џесика Џи                                        | Ања Орељ                                          |                       |
| Рор                     | Џејкоб Вајс (С2) Сенди Фокс (С3-надаље)          | Марко Марковић                                    |                       |
| Стомп                   | Лорен Ланда                                      | Јована Цавнић                                     |                       |
| Лонг                    | Грант Џорџ                                       | /                                                 |                       |
| Муло                    | Денин Мелоди                                     | /                                                 |                       |
| Орико                   | Џејкоб Вајс (С2) Сабрина Вајс (С4-надаље)        |                                                   |                       |
| Фотограф Винсент        | Метју Мерсер                                     | Бојан Хлишћ                                       |                       |
| Мирел Каке              | Мела Ли                                          | Милена Моравчевић                                 |                       |
| Арманд Д'Аргенкорт      | Џо Фрија                                         | Лако Николић                                      |                       |
| Ксавијер Рамије         | Тод Хаберкорн                                    | Бојан Хлишћ                                       |                       |
| Клара Контард           | Кели Баскин                                      | Наташа Поповић (С2Е13) Валентина Павличић (С2Е24) |                       |
| Вејхем                  | Крис Хекни                                       | Стеван Пиале                                      |                       |
| Ђина Дупан              | Реба Бур                                         | Ана Симић                                         |                       |
| Клара Најтингејл        | Алегра Кларк (говор) Лора Марано (певање)        | Ивона Рамбосек                                    |                       |
| Нора Сезер              | Лајла Берзинс (С2) непознато (С3-надаље)         | Јелисавета Кораксић                               |                       |
| Ела Сезер               | Черами Ли                                        | Ања Орељ                                          |                       |
| Ета Сезер               | Черами Ли                                        | Милена Моравчевић                                 |                       |
| Крис Лахиф              | Алехандро Саб                                    | нема дијалога                                     |                       |
| Марков                  | Грант Џорџ                                       | Милош Ђуричић                                     |                       |
| Андре                   | Езра Вајс                                        | Томаш Сарић (говор)                               |                       |
| Анарка Куфен            | Ника Футерман                                    | Милена Моравчевић                                 |                       |
| Филип                   | Џо Фрија                                         | Марко Марковић                                    |                       |
| Томое Цуруги            | Минае Ноџи                                       | Милена Моравчевић                                 |                       |
| Џалил Кубдел            | Вик Мињоња Алехандро Саб                         | Ђорђе Марковић                                    |                       |
| Сара                    | Сабрина Вајс                                     | Милена Моравчевић                                 |                       |
| Крис                    | Грант Џорџ                                       | Марко Марковић                                    |                       |
| Сораја Кан              | Филис Самплер                                    | Владислава Спасић                                 |                       |
| Принц Али               | Кит Силверстајн                                  | Иван Павличић                                     |                       |
| Портир                  | Езра Вајс                                        |                                                   |                       |
| Отис Сезер              | Пол Сент. Питер                                  | Бранислав Јевтић                                  |                       |
| Симон Гримол            | Езра Вајс                                        | Марко Марковић                                    |                       |
| Винсент Аза             | Метју Мерсер                                     | Милан Антонић                                     |                       |
| XY                      | Бен Дискин                                       | Mateya                                            |                       |
| Ванг Ченг               | Тод Хаберкорн                                    | Марко Марковић                                    |                       |
| Арлет                   | непознато                                        | Наташа Поповић                                    |                       |
| Огист                   | непознато                                        | Јована Чуровић                                    |                       |
| Огистова мама           | непознато                                        | Јована Цавнић                                     |                       |
| Алберт                  | Езра Вајс                                        | Иван Заблаћански                                  |                       |
| Жан Пјер                | Тод Хаберкорн                                    | Иван Заблаћански                                  |                       |
| Дечак                   | Кејси Монђиљо                                    | Снежана Нешковић                                  |                       |
| Ондина                  | Ерика Харлахер                                   | Наташа Поповић                                    |                       |
| Гђа Роси                | непознато                                        | Милена Моравчевић                                 |                       |
| Жан Третјенс            | непознато                                        | Огњен Дрењанин                                    |                       |
| Адријанова обожаватељка | непознато                                        | Ивона Рамбосек                                    |                       |
| Адријанов обожаватељ    | непознато                                        | Данко Ђорђевић                                    |                       |
| Гђа Мишел               | непознато                                        | Михаела Стаменковић                               |                       |
| Син гђе Мишел           | непознато                                        | Снежана Нешковић                                  |                       |
| Мајка                   | непознато                                        | Маријана Живановић                                |                       |
| Ћерка                   | непознато                                        | Ивана Тењовић                                     |                       |
| Деда Мраз               | Џо Окман                                         | Бранислав Платиша                                 |                       |
| Наслов серије           | /                                                | Милан Тубић                                       |                       |
| Уводна песма            | Бритни Белт Кеш Калавеј                          | Милена Моравчевић Марко Марковић                  |                       |

## Епизоде
| Сезона | Сезона | Епизоде | Оригинално приказивање                                          | Оригинално приказивање                                        | Премијерно приказивање (Србија)                 | Премијерно приказивање (Србија)                   |
| Сезона | Сезона | Епизоде | Прва епизода                                                    | Последња епизода                                              | Прва епизода                                    | Последња епизода                                  |
| ------ | ------ | ------- | --------------------------------------------------------------- | ------------------------------------------------------------- | ----------------------------------------------- | ------------------------------------------------- |
|        | 1      | 26      | 1. септембар 2015. (Јужна Кореја) 19. октобар 2015. (Француска) | 19. март 2016. (Квебек, Канада) 30. октобар 2016. (Француска) | 6. децембар 2015. () 25. новембар 2018. (РТС 2) | 30. септембар 2016. () 20. децембар 2018. (РТС 2) |
|        | 2      | 26      | 11. децембар 2016. (Француска)                                  | 3. новембар 2018. (Швајцарска) 18. новембар 2018. (Француска) | 6. децембар 2017. () 6. новембар 2019. (РТС 2)  | 3. мај 2019. () 1. децембар 2019. (РТС 2)         |
|        | 3      | 26      | 1. децембар 2018. (Шпанија) 14. април 2019. (Француска)         | 13. новембар 2019. (УК и Ирска) 8. децембар 2019. (Француска) | 4. новембар 2019. () н. п. (РТС 2)              | 6. децембар 2019. () н. п. (РТС 2)                |
|        | 4      | 26      | 23. март 2021. (Бразил) 11. април 2021. (Француска)             | 10. март 2022. (Бразил) 13. март 2022. (Француска)            | 6. септембар 2021. () н. п. (РТС 2)             | 30. март 2022. () н. п. (РТС 2)                   |
|        | 5      | 27      | 13. јун 2022. (Бразил) 17. октобар 2022. (Француска)            | 10. септембар 2023. (Француска)                               |                                                 |                                                   |

## Приказивање широм света

### Прва сезона
Томас Аструк је 8. марта 2016. у интервјуу изјавио да је анимирана серија емитована у преко 120 земаља. Дизни канал је стекао права емитовања анимиране серије у Европи, Средњем истоку и Африци.
Прва држава која је емитовала Бубамару је Јужна Кореја дана 1. септембра 2015. на каналу EBS1, а уводну шпицу отпевала је група Фијестар. Емитовање је завршено у новембру 2015, а укупно је емитовано 13 епизода. Други део сезоне званично је почео са емитовањем 1. марта 2015, а последња епизода је премијерно емитована 24. маја 2016. Епизоде су биле доступне на веб-сајту B TV након њиховог емитовања на каналу EBS1, а дистрибутер епизода за овај веб-сајт била је компанија SK Broadband. Анимирана серија је такође премијерно емитована на јужнокорејској верзији Дизни канала од 7. децембра 2015. до 26. јула 2016. Дана 5. јуна 2017, серија је објављена на јужнокорејској верзији Нетфликса на енглеском и корејском језику.
- У Француској, серија је премијерно емитована 19. октобра 2015. на програмском блоку TFOU канала TF1. Финале сезоне је премијерно емитовано 30. октобра 2016.[32] Анимирана серија је такође премијерно емитована на француској верзији Дизни канала од 19. априла 2017. до 30. априла 2017.[33] Дана 1. новембра 2017, серија је објављена на француској верзији Нетфликса.
- У САД, серија је премијерно емитована од 6. децембра 2015. до 22. октобра 2016. на каналу Никелодион. Дана 10. фебруара 2017, серија је објављена на америчкој верзији Нетфликса. Серија је такође емитована на каналу Kidsclick.
- У Румунији, прва епизода анимиране серије премијерно је емитована 6. децембра 2015. на бугарско-румунској верзији Дизни канала. Серија је званично кренула са емитовањем 23. фебруара 2016, а финале сезоне је премијерно емитовано 14. септембра 2016. Дана 1. јануара 2018, серија је објављена на румунској верзији Нетфликса.
- У Бугарској, прва епизода анимиране серије премијерно је емитована 6. децембра 2015. на бугарско-румунској верзији Дизни канала. Серија је званично кренула са емитовањем 23. фебруара 2016, а финале сезоне је премијерно емитовано 14. септембра 2016.
- У Србији, Црној Гори, Републици Српској и Северној Македонији, прва епизода серије премијерно је емитована 6. децембра 2015. на Дизни каналу. Серија је званично кренула са емитовањем 8. фебруара 2016,[34] а финале сезоне је премијерно емитовано 30. септембра 2016. Анимирана серија је емитована на енглеском језику, првобитно без титлова на српском језику, који су додати 2019. године. Од 25. новембра 2018. серија се емитује на каналу РТС 2, синхронизована на српски језик.
- У Хрватској и Федерацији БиХ, прва епизода серије премијерно је емитована 6. децембра 2015. на Дизни каналу. Серија је званично кренула са емитовањем 8. фебруара 2016,[34] а финале сезоне је премијерно емитовано 30. септембра 2016. Анимирана серија је емитована на енглеском језику, првобитно без титлова на хрватском језику, који су додати 2019. године. Од 2018. серија се емитује на каналу РТЛ коцкица, синхронизована на хрватски језик.
- У Јужноафричкој Републици, прва епизода серије премијерно је емитована 6. децембра 2015. на Дизни каналу. Серија је званично кренула са емитовањем 8. фебруара 2016,[34] а финале сезоне је премијерно емитовано 30. септембра 2016. Анимирана серија је емитована на енглеском језику.
- У Грчкој и на Кипру, прва епизода серије премијерно је емитована 6. децембра 2015. на Дизни каналу. Серија је званично кренула са емитовањем 8. фебруара 2016,[34] а финале сезоне је премијерно емитовано 30. септембра 2016. Анимирана серија је такође премијерно емитована на грчком каналу Star Channel од 17. септембра 2017. до 11. марта 2018.
- У арапским државама, прва епизода серије премијерно је емитована 6. децембра 2015. на Дизни каналу. Серија је званично кренула са емитовањем 8. фебруара 2016,[34] а финале сезоне је премијерно емитовано 30. септембра 2016. Анимирана серија је такође премијерно емитована на арапском каналу MBC3 од 6. фебруара 2017. до 10. марта 2017. На каналу MBC3 емитовано је само 25 епизода прве сезоне, јер епизода Copycat није емитована због цензуре. Дана 20. септембра 2017, серија је објављена на Нетфликсу у Мароку, Саудијској Арабији и Уједињеним Арапским Емиратима, а касније 31. децембра исте године у Египту.
- У Пољској, прва епизода серије премијерно је емитована 6. децембра 2015. на Дизни каналу. Серија је званично кренула са емитовањем 8. фебруара 2016,[34] а финале сезоне је премијерно емитовано 29. октобра 2016. Дана 1. јануара 2018, серија је објављена на пољској верзији Нетфликса.
- У Чешкој, прва епизода анимиране серије премијерно је емитована 6. децембра 2015. на чешко-мађарској верзији Дизни канала. Серија је званично кренула са емитовањем 15. фебруара 2016, а финале сезоне је премијерно емитовано 31. октобра 2016. Дана 1. јануара 2018, серија је објављена на чешкој верзији Нетфликса.
- У Мађарској, прва епизода анимиране серије премијерно је емитована 6. децембра 2015. на чешко-мађарској верзији Дизни канала. Серија је званично кренула са емитовањем 15. фебруара 2016, а финале сезоне је премијерно емитовано 31. октобра 2016. Дана 3. априла 2018, серија је објављена на мађарској верзији Нетфликса.
- У Русији, серија је званично кренула са емитовањем 19. децембра 2015. на Дизни каналу, а финале сезоне је премијерно емитовано 16. октобра 2016. Дана 31. децембра 2017, серија је објављена на руској верзији Нетфликса. Анимирана серија ће се премијерно емитовати на руском каналу Multimania од 2. септембра 2018.
- У Швајцарској серија је званично кренула са емитовањем 23. децембра 2015. на каналу RTS Deux на француском језику, а финале сезоне је премијерно емитовано 29. маја 2016. Немачка верзија серије емитује се на Дизни каналу. Дана 1. новембра 2017, серија је објављена на швајцарској верзији Нетфликса на француском и немачком језику.
- У Канади, француска верзија серије премијерно је емитована 9. јануара 2016. на каналу Télé-Québec у канадској провинцији Квебек. На овом каналу је неколико епизода емитовано по први пут у свету, укључујући и финале сезоне 19. марта 2016.[35] У осталим канадским провинцијама, анимирана серија је емитована на енглеском језику. Прва епизода је премијерно емитована 10. октобра на каналу Family Channel. Серија је званично кренула са емитовањем 1. новембра 2016, а финале сезоне је премијерно емитовано 5. априла 2017.[36] Дана 10. новембра 2017, серија је објављена на канадској верзији Нетфликса на енглеском и француском језику.
- У Уједињеном Краљевству и Републици Ирској, серија је званично кренула са емитовањем 30. јануара 2016. на Дизни каналу,[37][38] а финале сезоне је премијерно емитовано 24. септембра 2016. Анимирана серија је такође премијерно емитована на каналу POP у истим државама од 11. фебруара 2017. до 27. марта 2017. Дана 31. јула 2017, серија је објављена на британској верзији Нетфликса.
- У Турској, серија је премијерно емитована од 8. фебруара 2016.[34] до 22. октобра 2016. на Дизни каналу. Дана 1. јануара 2018, серија је објављена на турској верзији Нетфликса.
- У Шпанији, серија је премијерно емитована од 15. фебруара 2016.[39] до 13. септембра 2016. на Дизни каналу. Дана 31. јула 2017, серија је објављена на шпанској верзији Нетфликса.
- У Португалу, серија је премијерно емитована од 22. фебруара 2016. до 11. октобра 2016. на Дизни каналу. Дана 31. јула 2017, серија је објављена на португалској верзији Нетфликса. Анимирана серија је такође премијерно емитована на каналу RTP2 од 25. септембра 2017. до 30. октобра 2017.[40]
- У Италији, серија је премијерно емитована од 22. фебруара 2016. до 18. децембра 2016. на Дизни каналу. Анимирана серија је такође премијерно емитована на каналу Super! од 18. марта 2017. до 18. марта 2018. Дана 31. јула 2017, серија је објављена на италијанској верзији Нетфликса.
- У Данској, Норвешкој, Шведској и Финској, серија је премијерно емитована од 23. фебруара 2016. до 3. јуна 2017. на Дизни каналу. Дана 22. јануара 2018, серија је објављена на нордијској верзији Нетфликса. Серија је синхронизована на дански, норвешки и шведски језик, али није синхронизована на фински језик.
- У Бразилу, серија је премијерно емитована од 7. марта 2016. до 11. априла 2016. на каналу Gloob.[41]
- У Израелу, серија је премијерно емитована од 13. марта 2016. до 14. јула 2016. на Дизни каналу. Дана 31. децембра 2017, серија је објављена на израелској верзији Нетфликса.
- У Аустралији, серија је премијерно емитована од 22. марта 2016. до 26. априла 2016. на каналу ABC Me. На Новом Зеланду, серија је премијерно емитована од 27. априла 2016. до 1. јуна 2016. на каналу ABC Me. Дана 31. августа 2017, серија је објављена на аустралијској и новозеландској верзији Нетфликса.[42][43]
- На шпанском говорном подручју у Латинској Америци, серија је премијерно емитована од 16. маја 2016. до 2. септембра 2016. на Дизни каналу. Дана 1. новембра 2017, серија је објављена на Нетфликсу.
- У Белгији, серија је премијерно емитована од 16. маја 2016. до 19. новембра 2016. на Дизни каналу на француском и холандском језику. Дана 2. фебруара 2018, серија је објављена на Нетфликсу. Анимирана серија је такође емитована и на каналу Proximus TV.
- У Холандији, серија је премијерно емитована од 16. маја 2016. до 15. јула 2017. на Дизни каналу. Дана 30. марта 2018, серија је објављена на Нетфликсу.
- У Немачкој, Аустрији и Луксембургу, серија је премијерно емитована од 17. маја 2016. до 7. новембра 2016. на Дизни каналу. Дана 7. новембра 2017, серија је објављена на немачкој верзији Нетфликса.
- У Кини, све епизоде серије су премијерно емитоване 8. септембра 2016. на каналу LeTV синхронизоване на мандарински језик.
- На Тајланду, серија је премијерно емитована од 18. фебруара 2017. до 22. јула 2017. на каналу MCOT HD. Серија је такође емитована на каналима MCOT Family и TIGA.
- У Украјини, серија је премијерно емитована од 16. новембра 2017. до 12. децембра 2017. на каналу Pixel TV.
- У Литванији, серија је премијерно емитована од 3. марта 2018. до 24. августа 2018. на каналу LRT Televizija.
- У Јапану, прва епизода је објављена 1. јула 2018. на мобилној апликацији Дизни канала, али званична премијера серије била је 23. јула 2018.[44][45][46][47][48]

## Рецензије
Анимирана серија је углавном стекла позитивне рецензије од стране публике, а Кимберли Купер, уредница веб-сајта Хафингтон пост, упоредила је Миракулус са Градом хероја, филмом који је освојио Оскара за најбољи анимирани филм.
Ликови су веома шармантни и забавни због чега су многи аспекти серије забавни, а не иритантни. Борбе су углавном веома креативне и ЦГИ анимација је добра. Маринет је одличан главни лик - неспретна као цивил, али самоуверена као суперхерој, што је веома интересантан контраст.— Кетјлин Донован, уредница веб-сајта Епикстрим.
Приче су пуне креативности, богате породицом, пријатељима, авантурама, интригом, зликовцима и обухватају теме које су релевантне за децу и тинејџере и са којим могу да се повежу.— Андреа Рејхер, уредница веб-сајта Скринер.
Серија је добра, оштроумна, романтична и забавна.— Роберт Лојд, уредник веб-сајта Лос Анђелес тајмс.

## Награде и номинације
| Година | Награда                              | Категорија                                                | Реципијент(и)       | Исход      |
| ------ | ------------------------------------ | --------------------------------------------------------- | ------------------- | ---------- |
| 2016   | Награде часописа играчака            | Најбоља играчка године                                    | Миракулус           | Освојено   |
| 2016   | Награде часописа играчака            | Најбољи бренд године                                      | Миракулус           | Освојено   |
| 2016   | Ри срећне награде                    | Најбољи бренд године                                      | Миракулус           | Освојено   |
| 2016   | Латам експо лиценциране награде      | Најбољи бренд године                                      | Миракулус           | Освојено   |
| 2017   | Награде бразилског часописа играчака | Најбоља играчка године                                    | Миракулус           | Освојено   |
| 2017   | Лиценсијас де актуалидад             | Најбоље лиценцирани производ године                       | Миракулус           | Освојено   |
| 2017   | Лиценсијас де актуалидад             | Најбоље лиценцирани производ године                       | Миракулус           | Освојено   |
| 2017   | Лиценсијас де актуалидад             | Најбоља промоција                                         | Тоста Рика Бубамара | Освојено   |
| 2018   | Награде по избору тинејџера          | Најбоља анимирана телевизијска серија                     | Миракулус           | Освојено   |
| 2018   | Лиценциране награде УК               | Најбоље лиценцирани дечји или тинејџерски производ године | Миракулус           | Номинација |
| 2018   | Лиценциране награде УК               | Најбоље лиценцирани производ за децу                      | Миракулус најтвер   | Номинација |
| 2018   | Награде бразилског часописа играчка  | Најбоља играчка године                                    | Миракулус           | Освојено   |
| 2018   | Болоња награде                       | Најбољи дечји производ                                    | Миракулус           | Освојено   |
| 2018   | ОВА награде за анимацију             | Најбољи анимирани главни лик                              | Маринет Дупан-Ченг  | Освојено   |
| 2018   | ОВА награде за анимацију             | Најбољи анимирани споредни лик                            | Лептир Ноћи         | Номинација |
| 2019   | Болоња награде                       | Посебна награда деце                                      | Миракулус           | Освојено   |

## Други медији
Видео игрица развијана од стране компаније TabTale је објављена у априлу 2018. као мобилна апликација.
Играни филм се очекује у 2020.